# Weidlingbach (Donau)
Der Weidlingbach entspringt im Nordwesten des Wienerwaldes und mündet nach 16,4 km
Flussverlauf in Klosterneuburg, Niederösterreich, durch den Klosterneuburger Durchstich in die Donau.

## Verlauf
Der Ursprung des Weidlingbaches liegt nahe der Ortschaft Scheiblingstein am Scheiblingsteinberg auf ca. 450 m Seehöhe. Im Längsverlauf durchfließt er dabei zu Beginn die Ortschaften Steinriegl, Weidlingbach, Weidling und schließlich Klosterneuburg.
Er entspricht einem typischen Wienerwald-Bach mit entsprechender Hydrologie der Flyschzone in dem Fischereirevier Bayrisch-Österreichisches Alpenvorland und Flysch (J). Nach Moog et al. (2000) wird dem Weidlingbach die Flussordnungszahl 4 zugeordnet. Die dominierenden Abflussereignisse sind Frühjahrsniederschläge und die Schneeschmelze.

## Vorkommende Fischarten
Der Weidlingbach beherbergt stabile natürliche Populationen von Bachforellen, Koppen und diversen anderen Fischarten.
Die fischereiliche Bewirtschaftung des Weidlingbachs erfolgt seit dem Jahr 2012 durch den Fischereiverein Friends in Fly Fishing.
Diese Fischarten konnten im Zuge einer Fischartenkartierung 2012 im Weidlingbach festgestellt werden:
| - Aitel – Squalius cephalus - Bachforelle – Salmo trutta fario - Koppe – Cottus gobio - Barbe – Barbus barbus - Flussbarsch – Perca fluviatilis | - Frauennerfling – Rutilus pigus virgo - Gründling – Gobio gobio - Hasel – Leuciscus leuciscus - Laube – Alburnus alburnus - Nase – Chondrostoma nasus | - Nerfling – Leuciscus idus - Schwarzmundgrundel – Neogobius melanostomus - Sonnenbarsch – Lepomis gibbosus - Steinbeißer – Cobitis elongatoides |

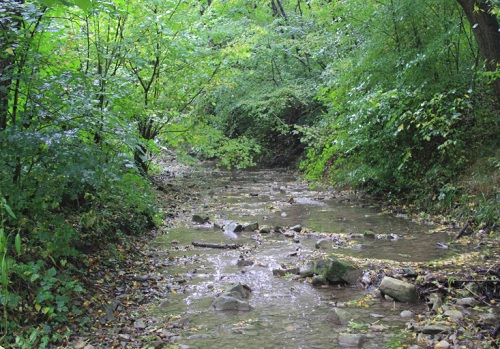
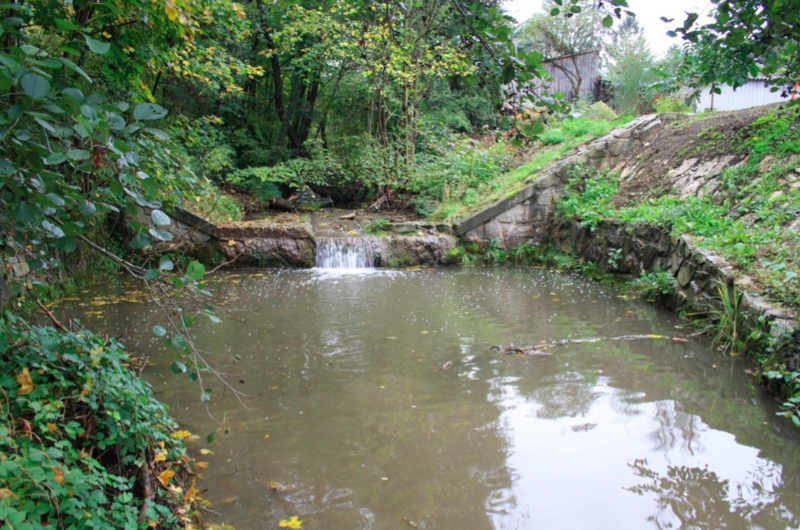
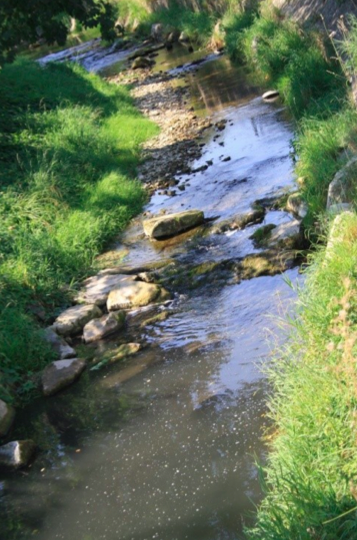